# SN 2007cy
SN 2007cy – supernowa typu Ia odkryta 2 kwietnia 2007 roku w galaktyce A091130+0827. W momencie odkrycia miała maksymalną jasność 19,00m.